# Rush (együttes)
A Rush 1968-ban alakult kanadai rockegyüttes, tagjai Geddy Lee (basszusgitár, szintetizátor, ének), Alex Lifeson (gitár, vokál), és Neil Peart (dob, ütőhangszerek, valamint szövegírás).

## Története
A Rush 1968 nyarán alakult Willowdale-ben (Toronto, Ontario). Az alapító tagok Alex Lifeson, John Rutsey és Jeff Jones, akit 1968 szeptemberében Geddy Lee váltott fel. Ezután 1974-ig néhány tagcserén esett át az együttes, majd beszállt (ezzel kialakítva a végleges felállást) Rutsey helyett Neil Peart, épp az egyesült államokbeli turnéjuk előtt két héttel. Az 1974-es "Rush" c. debütáló albumuk megjelenése után a zenekar híres lett virtuozitásáról, az összetett dalszerkezetekről, meglepő zenei megoldásokról, a sokszor sci-fi-ihletésű, filozofikus dalszövegekről, és az elektronikus hangszerek használatáról.
A Rush stílusa folyamatosan fejlődött az elmúlt több mint 30 évben. Kezdve a korai bluesos heavy metaltól, a progresszív rockon át, az elektronikusszintetizátor-zenéig. A zene és a technika sokat változott, de ahogy a legtöbb nagy zenekarban, a Rushnál is megmaradt az egyediség és a különlegesség. Inkább a saját elképzeléseiket valósították meg, mint az épp aktuális zenei irányzatot követték volna. A Rush olyan együttesekre volt hatással, mint a Metallica, Tool, Dream Theater, The Smashing Pumpkins, Primus, Spock’s Beard, The Flower Kings, Symphony X, Transatlantic, Pain of Salvation.
Az együttes több Juno-díjban is részesült, 1994-ben a Canadian Music Hall of Fame tagjává vált. A zenekar pályafutása során az egyes tagok is hangszerük elismert játékosai lettek; többször nyerték meg különféle magazinok olvasói szavazásait. A Rush 24 aranylemezt és 14 platinalemezt jegyez, így a zenekar a Beatles, a Rolling Stones, a Kiss és az Aerosmith után az ötödik rockzenekar, amely sorozatban a legtöbb arany- és platinalemezzel rendelkezik. A RIAA adatai szerint eddig kb. 25 millió lemezt adtak el, ezzel az USA-beli eladási listán a 77. helyet foglalják el. Világszerte kb. 40 millió eladott albumuk van.
Az együttes gitárosa, Alex Lifeson 2018 elején jelentette be, hogy a Rush nem folytatja tevékenységét. Neil Peart dobos 2020. január 7-én hosszan tartó betegség után hunyt el.

## Diszkográfia
Stúdióalbumok
- Rush (1974)
- Fly by Night (1975)
- Caress of Steel (1975)
- 2112 (1976)
- A Farewell to Kings (1977)
- Hemispheres (1978)
- Permanent Waves (1980)
- Moving Pictures (1981)
- Signals (1982)
- Grace Under Pressure (1984)
- Power Windows (1985)
- Hold Your Fire (1987)
- Presto (1989)
- Roll the Bones (1991)
- Counterparts (1993)
- Test for Echo (1996)
- Vapor Trails (2002)
- Snakes & Arrows (2007)
- Clockwork Angels (2012)

### Könyvek
- Banasiewicz, Bill. Rush: Visions: The Official Biography. Omnibus Press, 1988. ISBN 0-7119-1162-2.
- Collins, Jon. Rush: Chemistry : The Definitive Biography . Helter Skelter Publishing, 2006. ISBN 1-900924-85-4 (hardcover).
- Gett, Steve. Rush: Success Under Pressure.  Cherry Lane Books, 1984. ISBN 0-89524-230-3.
- Harrigan, Brian. Rush. Omnibus Press, 1982. ISBN 0-86001-934-9.
- McDonald, Chris. Rush, Rock Music, and the Middle Class: Dreaming in Middletown. Indiana University Press, 2009. ISBN 978-0-253-22149-0.
- Nuttall, Carrie. Rhythm & Light. Rounder Books, 2005. ISBN 1-57940-093-0.
- Peart, Neil. Ghost Rider: Travels on the Healing Road.  ECW Press, 2002. ISBN 1-55022-546-4 (hardcover), ISBN 1-55022-548-0 (paperback).
- Peart, Neil. The Masked Rider: Cycling in West Africa. Pottersfield Press, 1996. ISBN 1-895900-02-6.
- Peart, Neil. Roadshow: Landscape With Drums - A Concert Tour By Motorcycle. Rounder Books, 2006.  ISBN 1-57940-142-2.
- Peart, Neil. Traveling Music: Playing Back the Soundtrack to My Life and Times. ECW Press, 2004. ISBN 1-55022-664-9.
- Peart, Neil and Bill Wheeler.Drum Techniques of Rush. Warner Bros, 1985. ISBN 0-7692-5055-6.
- Peart, Neil and Bill Wheeler. More Drum Techniques of Rush.  Warner Bros, 1989. ISBN 0-7692-5051-3.
- Popoff, Martin. Contents Under Pressure: 30 Years of Rush at Home and Away. ECW Press, 28 June 2004. ISBN 1-55022-678-9.
- Price, Carol S. and Robert M. Price. Mystic Rhythms: The Philosophical Vision of Rush. Wildside Press, 1999. ISBN 1-58715-102-2.
- Telleria, Robert. Rush Tribute: Merely Players. Quarry Press, 2002. ISBN 1-55082-271-3.

### Tudományos munkák
- Bowman, Durrell S. "Let Them All Make Their Own Music: Individualism, Rush and the Progressive / Hard Rock Alloy," in Progressive Rock Reconsidered, Kevin Holm-Hudson (ed), Routledge, 2002.
- Bowman, Durrell S. "Permanent Change: Rush, Musicians' Rock, and the Progressive Post-Counterculture," Ph.D dissertation in musicology, UCLA, 2003. Archiválva 2009. július 8-i dátummal a Wayback Machine-ben
- Horwitz, Steve."Rand, Rush, and De-totalizing the Utopianism of Progressive Rock," Journal of Ayn Rand Studies, Vol. 5 No. 1, Fall 2003, pp. 161-172.
- McDonald, Chris. "Grand Designs: A Musical, Social and Ethographic Study of Rush," Ph.D.dissertation in ethnomusicology, York University, 2002.
- McDonald, Chris. "'Making Arrows Out of Pointed Words': Critical Reception, Taste Publics and Rush," Journal of American and Comparative Cultures, Volume 25 No. 3-4, September 2002, pp. 249-259.
- McDonald, Chris. "'Open Secrets': Individualism and Middle-Class Identity in the songs of Rush," Popular Music and Society Volume 31 No. 3, July 2008, pp. 313-328.
- Sciabarra, Chris. "Rush, Rand and Rock," Journal of Ayn Rand Studies, Vol. 4 No. 1, Fall 2002, pp. 161-185.
- Walsh, Brian. "Structure, Function and Process in the Early Song Cycles and Extended Songs of the Canadian Rock Group Rush," Ph.D. dissertation in music theory, Ohio State University, 2002.